# Xanthorhoe islandicaria
Xanthorhoe islandicaria är en fjärilsart som beskrevs av Otto Staudinger. Xanthorhoe islandicaria ingår i släktet Xanthorhoe och familjen mätare. Inga underarter finns listade i Catalogue of Life.